# Epirrhoe rivata
The Wood Carpet, Epirrhoe rivata, là một loài bướm đêm thuộc chi Epirrhoe trong họ Geometridae.

## Hình ảnh

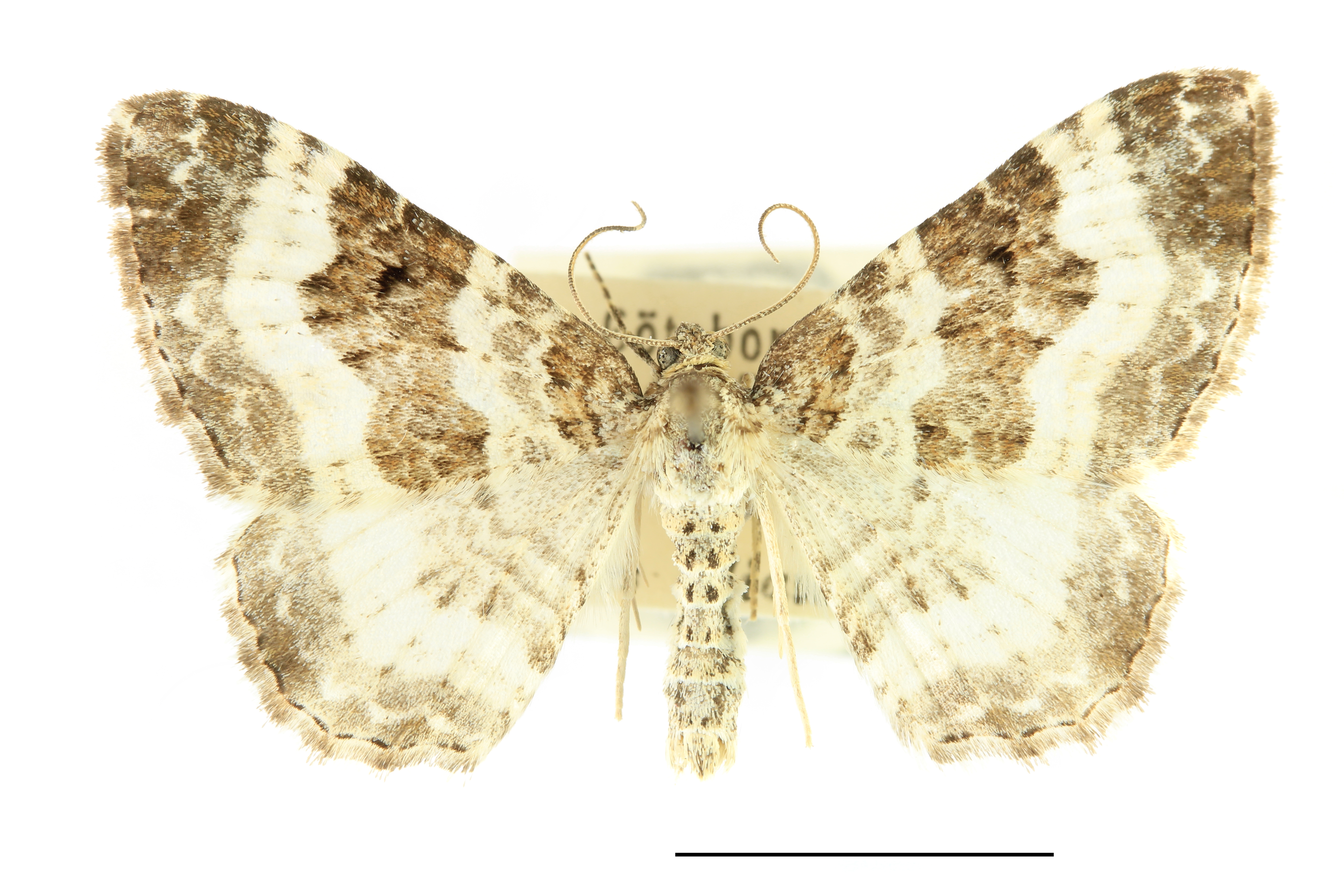
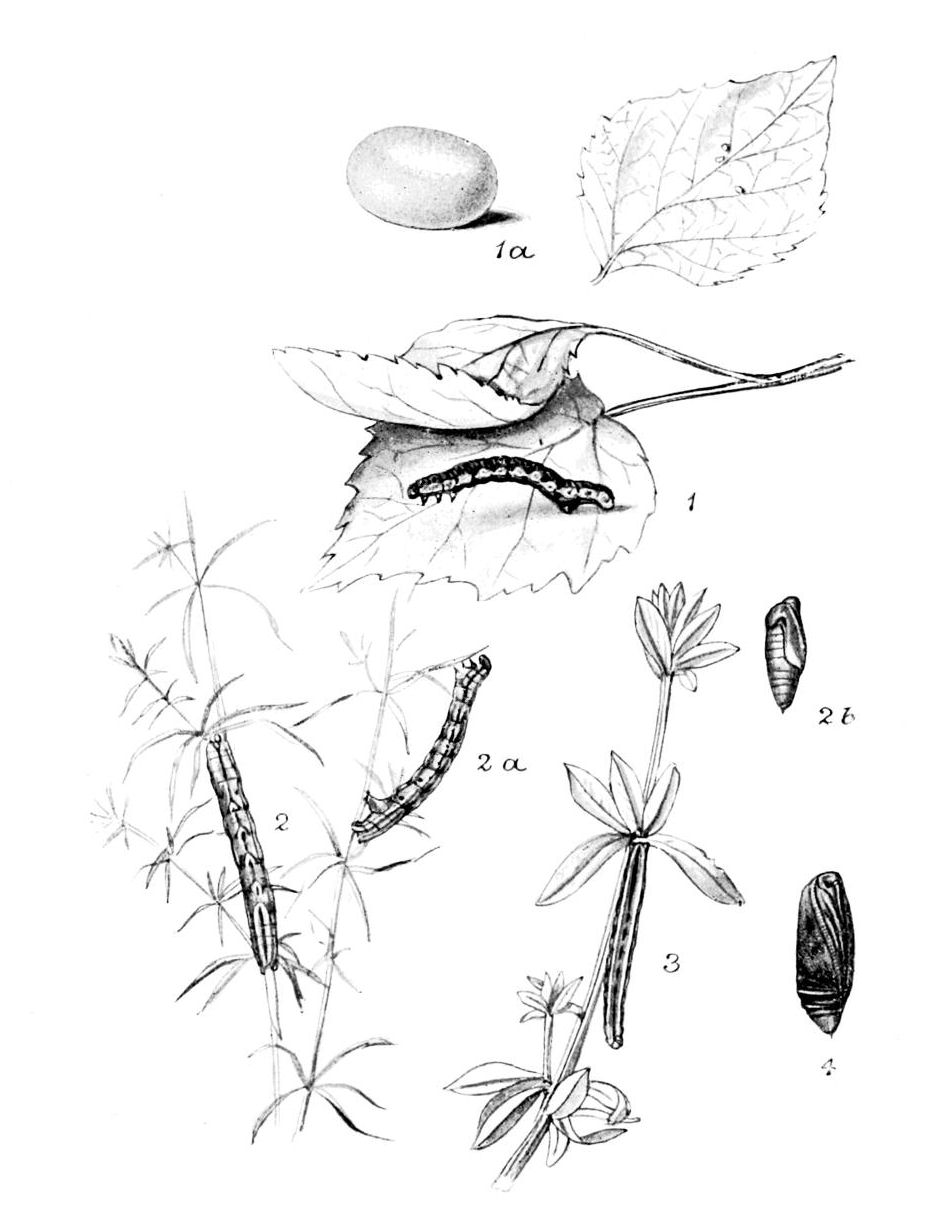
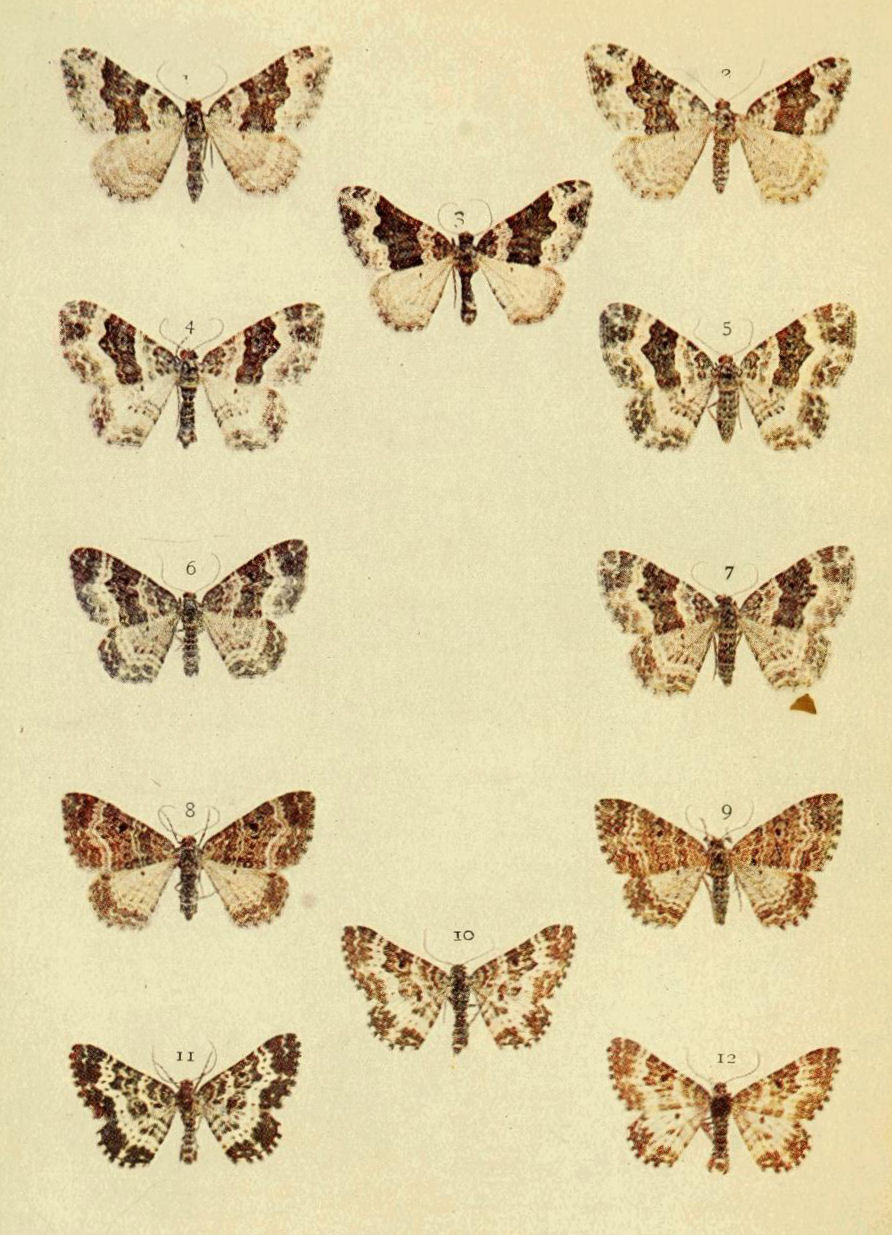